# Мартинсберг (тауншип, Миннесота)
Мартинсберг (англ. Martinsburg) — тауншип в округе Ренвилл, Миннесота, США. На 2000 год его население составило 215 человек.

## География
По данным Бюро переписи населения США площадь тауншипа составляет 94,4 км², из которых 94,4 км² занимает суша, водоёмов нет.

## Демография
По данным переписи населения 2000 года здесь находились 215 человек, 77 домохозяйств и 58 семей.  Плотность населения —  2,3 чел./км².  На территории тауншипа расположено 85 построек со средней плотностью 0,9 построек на один квадратный километр. Расовый состав населения: 99,07 % белых и 0,93 % приходится на две или более других рас.
Из 77 домохозяйств в 39,0 % воспитывались дети до 18 лет, в 71,4 % проживали супружеские пары, в 3,9 % проживали незамужние женщины и в 23,4 % домохозяйств проживали несемейные люди. 20,8 % домохозяйств состояли из одного человека, при том 3,9 % из — одиноких пожилых людей старше 65 лет. Средний размер домохозяйства — 2,79, а семьи — 3,27 человека.
31,2 % населения — младше 18 лет, 4,2 % — в возрасте от 18 до 24 лет, 28,8 % — от 25 до 44, 26,5 % — от 45 до 64, и 9,3 % — старше 65 лет. Средний возраст — 37 лет. На каждые 100 женщин приходилось 119,4 мужчин.  На каждые 100 женщин старше 18 приходилось 127,7 мужчин.
Средний годовой доход домохозяйства составлял 43 750 долларов, а средний годовой доход семьи —  46 250 долларов. Средний доход мужчин —  32 917  долларов, в то время как у женщин — 19 375. Доход на душу населения составил 17 619 долларов. За чертой бедности находились 12,5 % семей и 11,2 % всего населения тауншипа, из которых 13,8 % младше 18 и 8,0 % старше 65 лет.